# Jennifer Lopez Presents: Como ama una mujer
Jennifer Lopez Presents: Como ama una mujer é uma minissérie dramática produzida por Jennifer Lopez que se tornou o primeiro projeto de televisão em língua espanhola produzida pela artista. O DVD contendo os cinco episódios da minissérie foi lançado no dia 18 de Dezembro de 2007.

## Resumo
O elenco é formado por Jennifer Lopez, Leonor Varela, Raul Mendez, Cristián de la Fuente, Josefo Rodriguez, Gabriela DeLaGarza, Rocío Verdejo, Martin Altomaro, Karoll Marquez e Rebecca Jones. As filmagens aconteceram no México e a série foi inspirada nas músicas do primeiro álbum em espanhol de Jennifer que foi intitulado com o mesmo nome da minissérie. A história é sobre uma mulher que viaja para encontrar a sua alma gêmea, mas com a sua vida glamorosa e o seu sucesso profissional vêm também o desgosto e traições que ameaçam a sua vida.